# Stanko Dvoržak
Stanko Dvoržak (Zagreb, 21. svibnja 1913. – Mostar, 8. rujna 1986.), hrvatski publicist.
Bavio se karlovačkim književnim i kulturnim povijesnim temama, osobito onim vezanim uz hrvatski narodni preporod. S I. Ladikom i M. Jirsakom pokrenuo je "Književno ogledalo". 
Priredio je za tisak "Život jedne žene" D. Jarnević.